# خميس الخنجر
خميس الخنجر (8 أيلول 1965 -) رجل أعمال وسياسي عراقي سني، ورئيس سابق لتحالف عزم المشترك في الانتخابات التشريعية العراقية 2021، ورئيس تحالف السيادة الذي يجمع تحالف عزم وحزب تقدم. لخميس الخنجر ثروة وتأثير محلي وإقليمي، وصديق لبلدان الخليج وتركية، اختلف في سجلّه، قيل إنه موّلَ المقاومةَ العراقية للاحتلال الأمريكي منذ سنة 2003، وقيل أيضاً إنه أيّد قوات الصحوة في حملتها على تنظيم القاعدة سنة 2006، قُدّرت ثروة الخنجر أنها مئات ملايين الدولارات مستثمرة في بلدان الشرق الأوسط وأوروبا وجنوب أفريقيا، قال منتقدو الخنجر إن عائلة الخنجر كوّنت ثروتها بإنشاء واجهة لشركات في عهد حكومة صدام حسين، وأن الخنجر قد استحوذ عليها بعد الاحتلال الأمريكي، وينفي الخنجر هذه الادعاءات.

## العقوبات الأمريكية وأسبابها
فرضت الولايات المتحدة الأمريكية عقوبات على الخنجر وقادة ميليشيات مسلحة اخرين، بتهم مختلفة منها ان الخنجر يستخدم أمواله للرشوة والفساد في عقود حكومية واستخراج الموارد الطبيعية.

### أمر القاء قبض عام 2015
أصدرت إحدى المحاكم العراقية عام 2015 أمر قبض وحجز الأموال المنقولة وغير المنقولة بعد اتهامه بدعم الإرهاب.

## النشأة
أصل خميس الخنجر من مدينة الفلوجة، من قبيلة البوعيسى، إحدى قبائل محافظة الأنبار.